# NGC 4766
NGC 4766 is een lensvormig sterrenstelsel in het sterrenbeeld Maagd. Het hemelobject werd in 1882 ontdekt door de Duitse astronoom Ernst Wilhelm Leberecht Tempel.

## Synoniemen
- MCG -2-33-42
- PGC 43766